# Hildegard
Kvinnonamnet Hildegard är ett forntyskt namn bildat av ord som betyder strid och skydd. Det äldsta belägget i Sverige är från år 1642.
Namnet togs in i svenska almanackan 1901 till minne av det tyska helgonet Hildegard av Bingen.[källa behövs]
Den 31 december 2014 fanns det totalt 3 089 kvinnor folkbokförda i Sverige med namnet Hildegar, varav 311 bar det som tilltalsnamn.
Namnsdag i Sverige: 17 september. I den finlandssvenska namnsdagslängden har Hildegard namnsdag 17 september sedan 1950. Före det hade Hildegard namnsdag 18 september 1929–1949.

## Personer med namnet Hildegard

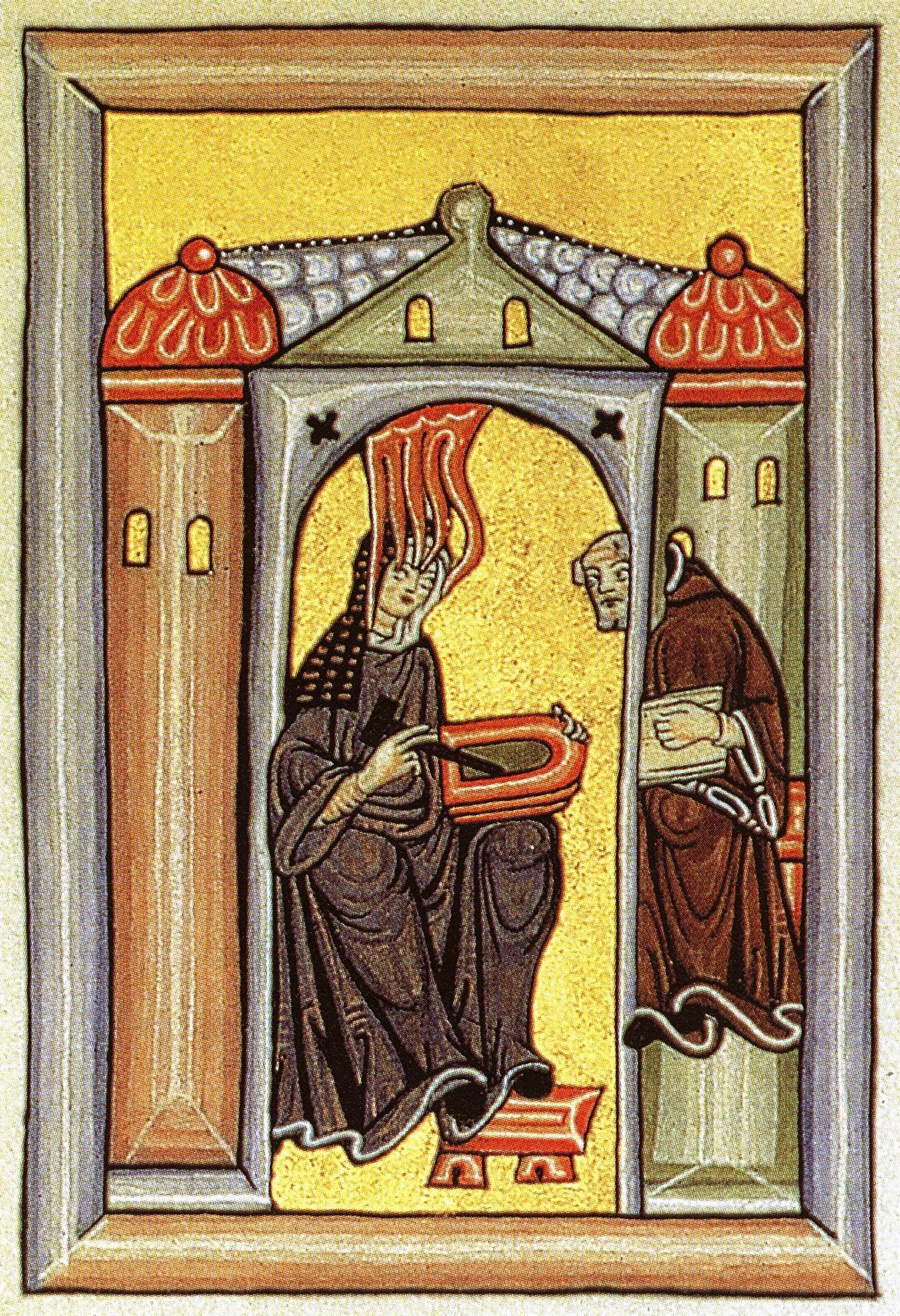
Hildegard av Bingen

- Hildegard, prinsessa av Frankerriket
- Hildegard av Bayern, bayersk prinsessa och österrikisk ärkehertiginna
- Hildegard av Bingen, tyskt helgon och mystiker
- Hildegard av Vinzgouw, fransk drottninggemål, gift med Karl den store
- Hildegard Behrens, tysk operasångerska
- Hildegard Berencreutz, svensk konstnär
- Hildegard Björck, en första kvinnan i Sverige att avlägga en akademisk examen
- Hildegard Falck, tysk friidrottare
- Hildegard Harring, svensk skådespelare
- Hildegard Knef, tysk skådespelerska, sångerska och författare
- Hildegard Körner, tysk friidrottare
- Hildegard Lindzén, svensk balettdansös och skådespelare
- Hildegard Norberg, svensk konstnär
- Hildegard Thorell, svensk konstnär
- Hildegard Werner, svensk musiker, dirigent och journalist